# Spermacoce casmae
Spermacoce casmae är en måreväxtart som beskrevs av Rafaël Herman Anna Govaerts. Spermacoce casmae ingår i släktet Spermacoce och familjen måreväxter. Inga underarter finns listade i Catalogue of Life.